# منتخب كوستاريكا تحت 20 سنة لكرة القدم
منتخب كوستاريكا تحت 20 سنة لكرة القدم (بالإسبانية: Selección de fútbol sub-20 de Costa Rica)‏ هو ممثل كوستاريكا الرسمي في المنافسات الدولية في كرة القدم في فئة كرة قدم تحت 20 سنة للرجال، يديريه اتحاد كوستاريكا لكرة القدم.